# Urbnri
Urbnri [ˈɜːbnraɪ], ab 2010 The Ri, war eine schottische Indie-Rockband aus Glasgow. 

## Bandgeschichte
Der Ursprung der Band liegt im Gefängnis vom westlich von Glasgow gelegenen Greenock. Der 19-jährige Kev Tait wurde nach einer Schießerei unter Drogendealern mit tödlichem Ausgang inhaftiert. In dieser Zeit schrieb er Lieder, in denen er Arbeitslosigkeit, Drogen und Gewalt in seiner Jugend verarbeitete. Nach seiner Entlassung suchte er nach Musikern, die seine Lieder authentisch umsetzen konnten und startete schließlich mit drei Vettern aus Irland die Band Urbnri. Der Name ist der rückwärts geschriebene Markenname des schottischen Limonadegetränks Irn-Bru.
Auf einem Industriegelände in Glasgow spielten sie Gigs und machten sich so einen Namen. Ende 2007 hatten sie ihre ersten offiziellen Auftritte und konnten da schon über 1000 Fans anlocken. Die folgende Debütsingle Young, Free and Simple wurde auf Anhieb Nummer eins sowohl der regionalen schottischen Verkaufscharts als auch der britischen Indie-Charts. Und es kam auch unter die Top 40 der offiziellen britischen Charts. Back Me Up als zweite Veröffentlichung war auch der zweite Spitzenreiter wieder in Schottland und in den Indie-Charts.
Nachdem sie als Newcomer hoch eingestuft worden waren, holte sie aber die kriminelle Vergangenheit ein und verschloss ihnen viele Türen. Ein eskalierter Urheberrechtsstreit mit dem Irn-Bru-Hersteller kostete sie außerdem ihren Internetauftritt. Auch mit einer Änderung des Bandnamens in The Ri konnten sie danach nicht mehr an ihre Anfangserfolge anknüpfen.

## Bandmitglieder
2008 bestanden Urbri aus:
- Kev Tait, Sänger und Gitarrist
- „Wee“ Kev Cairns, Gitarrist
- Eamonn Cairns, Schlagzeuger
- Liam Cairns, Bassist

## Diskografie
Singles
- Young, Free and Simple (Januar 2008)
- Back Me Up (Juni 2008)

Album
- Young Team (2008)